# Estación Puerto Madryn

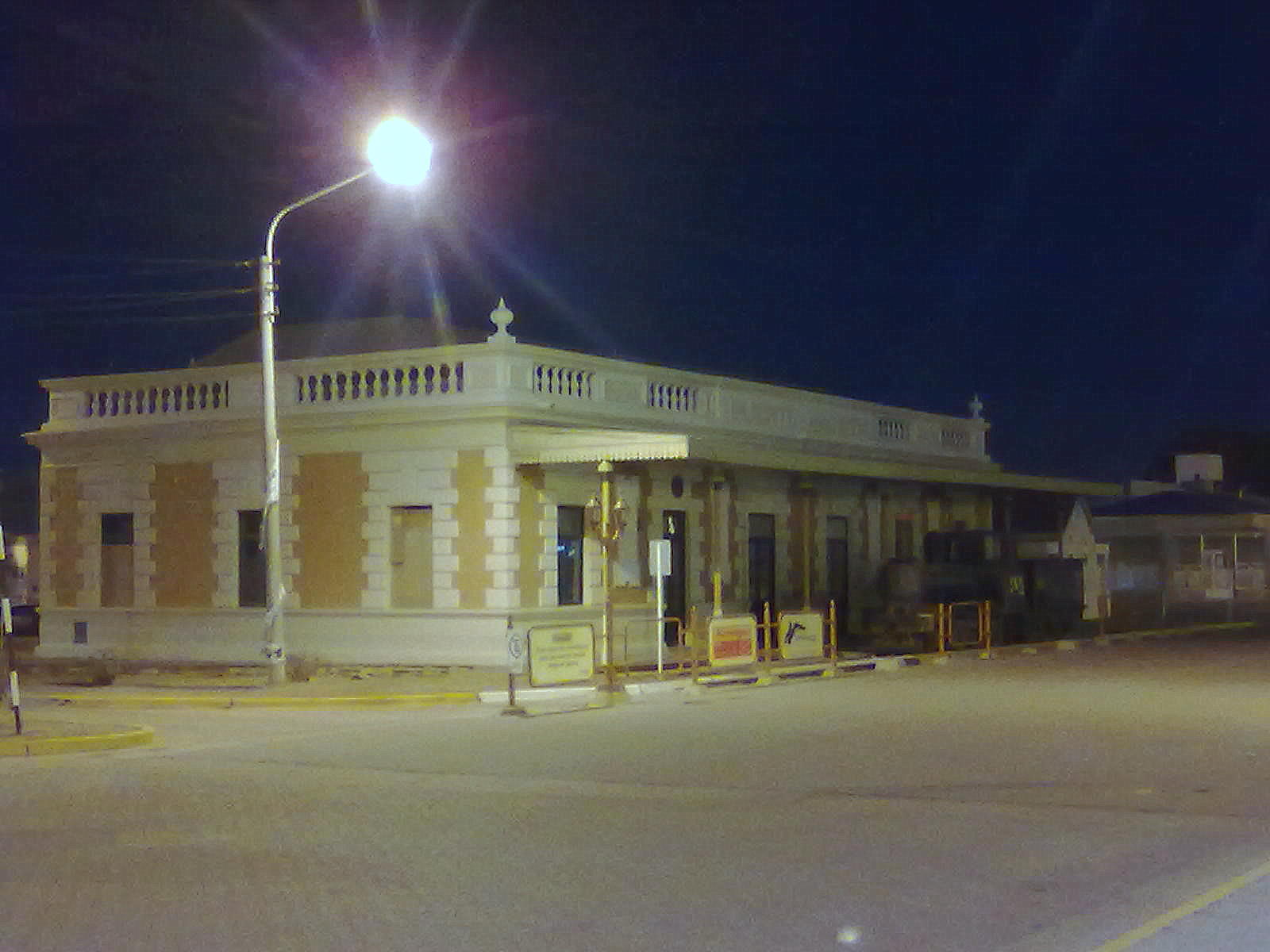
La ex estación y su clásica locomotora en sus puertas.

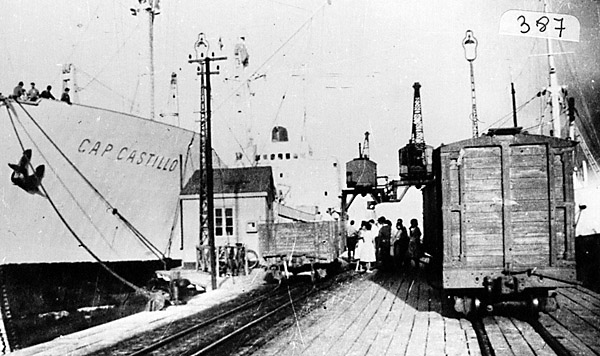
Vagón y vías del FCCC en el Muelle de Madryn.

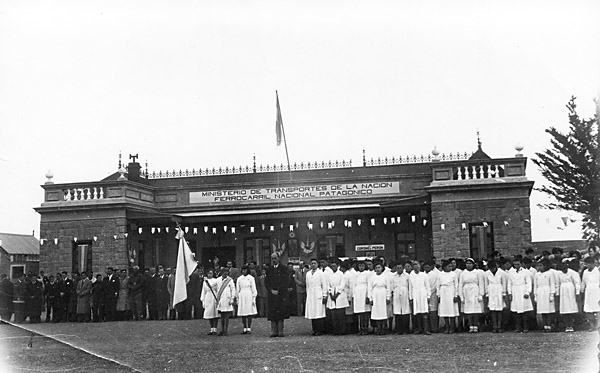
La estación preparada para la visita del entonces Ministro de Transporte.

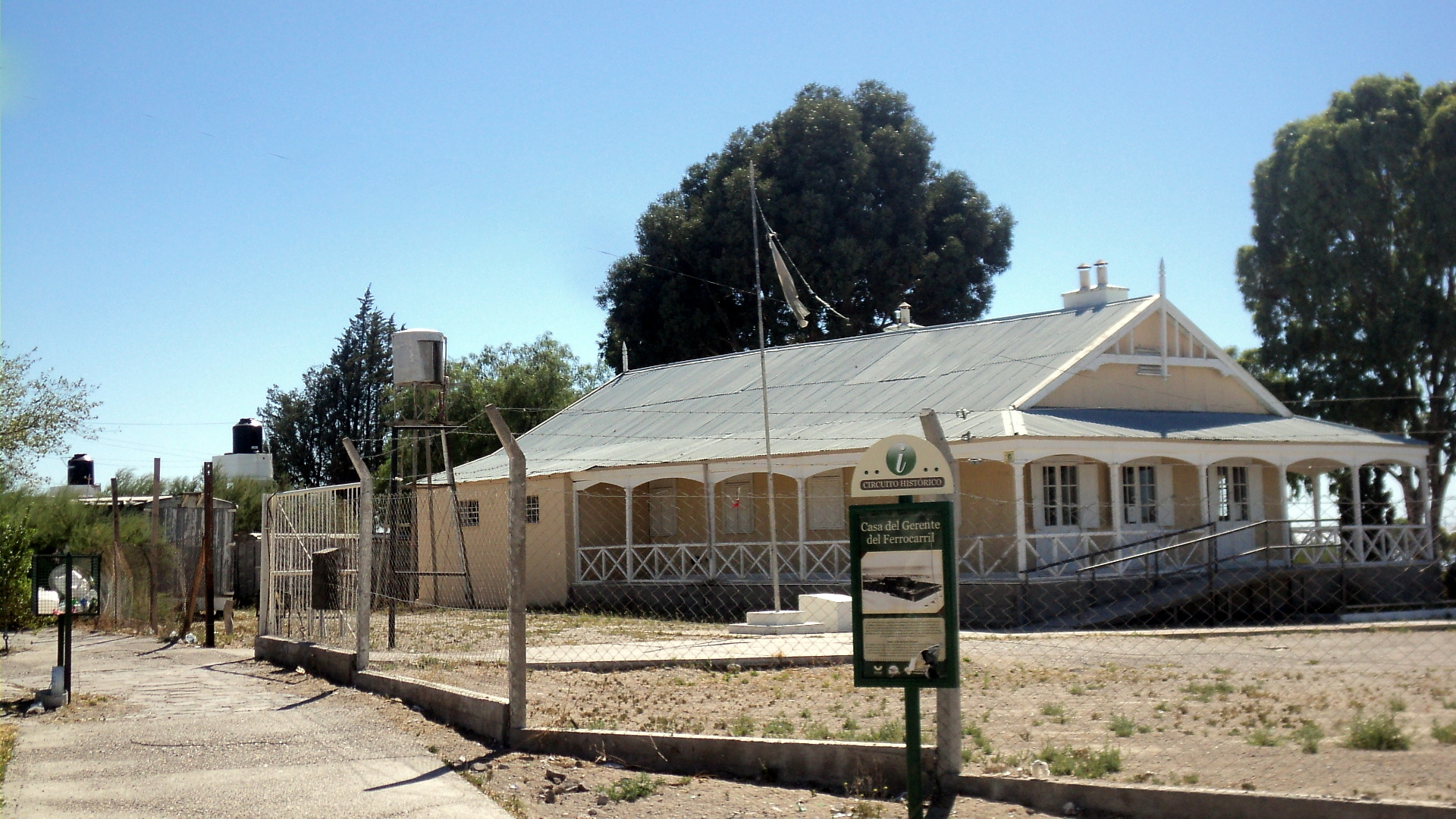
En inmediaciones a la estación la gerencia del Ferrocarril Central del Chubut, hoy casa de cultura. A su alrededor aún hay vagones de carga, pero sin ejes.

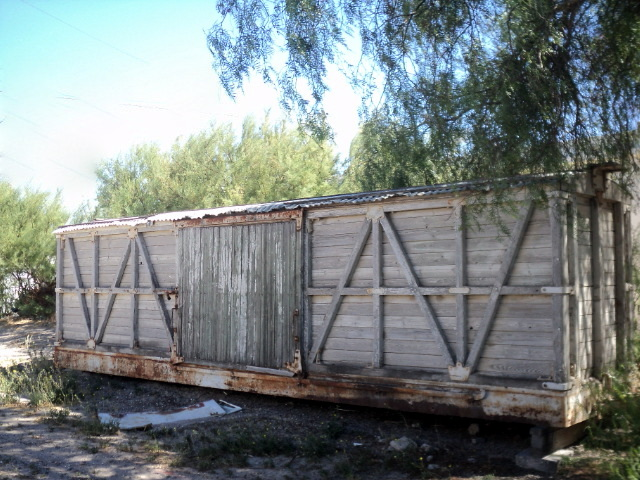
Vagón de carga sin sus ejes en la ex casa del gerente del ferrocarril.

Ferroviarios junto a ferrobús producido localmente. La gran infraestructura y la inversión permitió la salida de muchos productos ferroviarios de industria local.

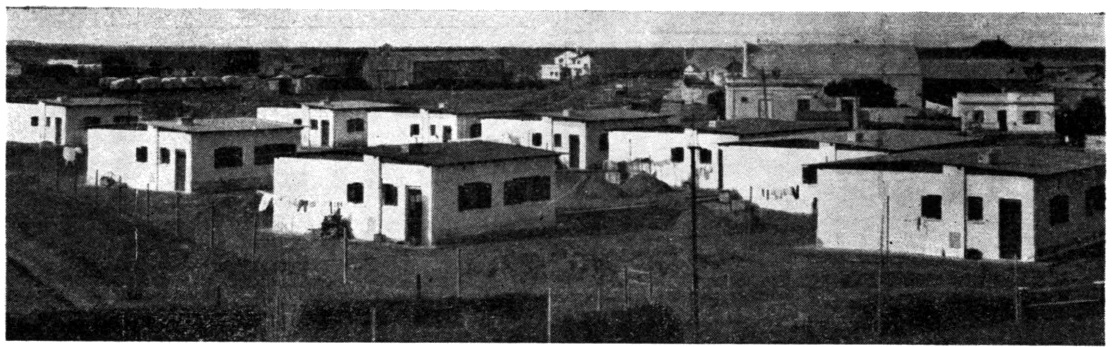
Viviendas del barrio ferroviario en Madryn.

Puerto Madryn es una ex estación ferroviaria del Ferrocarril Central del Chubut que unía la costa norte de la provincia del Chubut con la localidad de Las Plumas en el interior de dicha provincia de Argentina.
Esta línea de ferrocarril funcionó desde el 11 de noviembre de 1888 (siendo el primer ferrocarril de la Patagonia Argentina), hasta el año 1961 en que quedó clausurado. Hoy en día funciona el museo del Centro de estudios históricos de Puerto Madryn (CEHYS) en sus instalaciones. Si bien Puerto Madryn fue la estación más importante y asiento de la gerencia del ferrocarril; no tardo en ceder este papel a Trelew. Esto se demuestra en el hecho de la jefatura estaba en Trelew y comandaba desde Trelew a Altos de Las Plumas y todo el ramal a Playa Unión. En tanto, Madryn permaneció al comando de la sección de la línea solo hasta Trelew.

## Toponimia

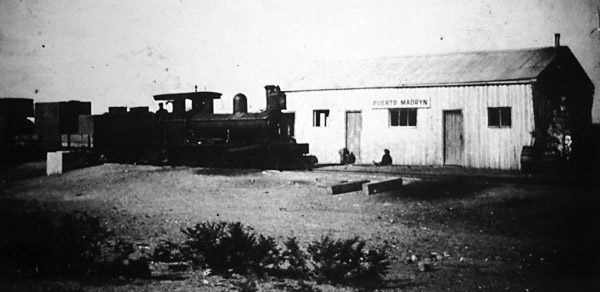
La locomotora 3 en el primer edificio de la estación, que funcionó hasta 1906.

El nombre de la ciudad y de la estación rememora a Love Jones Parry, barón de Madryn en Gales, uno de los promotores de la colonización galesa en la Patagonia. El topónimo se originó hacia fines de 1862, cuando Love Jones Parry, acompañado por Lewis Jones viajaron a la Patagonia a bordo del navío Candelaría para decidir si esa región era adecuada para una colonia galesa. En idioma galés se denomina Porth Madryn. Love Jones Parry, había hecho referencia a la necesidad de un ferrocarril entre la Bahía Nueva y el valle inferior del río Chubut, aún antes de la llegada de los primeros colonos.

## Historia
Un plan de 1884 indica una línea férrea entre Puerto Madryn (denominado por el gobierno argentino como Puerto Roca) y Cañadón Iván (hoy Trelew) separados por unos 59 km. La vía debía ser de carril simple con desnivel máximo de 1,67% y trocha de un metro. El 28 de julio de 1886, el velero Vesta fondeó en Puerto Madryn con 465 inmigrantes y todo el material para la construcción del ferrocarril. Bajo la dirección de Azhabel P. Bell, W. A. Brown fue el ingeniero de las obras iniciadas en el actual Madryn.
La ciudad nació con la puesta en marcha de la línea en 1886. Hasta ese momento no tenía edificaciones, salvo unos galpones construidos años antes por el gobierno. El acta de la inauguración del ferrocarril fue firmada en esta estación. El edificio de la estación era originalmente una construcción provisoria de hierro perfilado que duró 20 años, mientras que el muelle tenía 5 m de calado y fue reemplazado en 1910. El edificio final abrió sus puertas en 1906, era mucho más sólido, de piedra y con techo arriba de la plataforma.
El crecimiento de Puerto Madryn se produjo por el desarrollo de actividades ferroviarias y portuarias, que sustentaban al sector de servicios, como depósitos y comercios. La línea tenía su cabecera en esta ciudad y desde la nacionalización la empresa nacional Ferrocarriles Patagónicos también tenía aquí su sede. Ya en 1888, Luis Jorge Fontana había llamado la atención del ministro del Interior sobre la necesidad de reservar tierras en Puerto Madryn en vista de la futura importancia que adquirirá el ferrocarril. Sugiere que se tomen los recaudos para «evitar que la empresa se apodere y monopolice los terrenos adyacentes al puerto» y que se le concedan solamente «los lotes necesarios para estación, talleres, depósitos, etc...»; de lo contrario «el gobierno se verá más tarde obligado a expropiar esos terrenos» por un valor muy superior «para delinear en ellos el pueblo que sin duda alguna deberá figurar en aquel punto». El primer trazado urbano de Puerto Madryn, ordenando la construcción de la ciudad, fue realizado hacia 1906.
Hacia finales de 1922 Madryn fue lugar ocupado debido a las obras del cambio de trocha. Todas las máquinas, coches, vagones, rieles y durmientes para la red nueva llegaban por vapor y eran depositados sobre desvíos y depósitos nuevos hechos rápidamente. Por allí pasaron 81 máquinas, cien coches y más de 750 vagones.
El gobierno peronista en la década de 1950 realizó fuertes inversiones para que los talleres fabricaran y ensamblaran vehículos ferroviarios. Se llegó a fabricar furgones frigoríficos y ferrobuses derivados de vagones Familleureux de trocha 0.75 cm. Los mismos fueron provistos de un motor diésel y destinados a diferentes líneas patagónicas. Algunos de ellos como los ferrobuses y coches frigoríficos cubrieron el tramo Madryn - Dolavon y el tramo Trelew - Playa Unión. Mientras que otras unidades fueron destinadas al ramal a Punta Piedras  La actividad fabril se mantuvo constante y productos cobraron trascendencia nacional. Sin embargo, uno de los ferrobuses fue partícipe del accidente ferroviario en la Playa 99 de 1953 lo que pareció poner fin a la aventura productora.
En 1953, se reunieron trabajadores de la estación, con el impulso del gerente del ferrocarril, para formar un club social en los galpones ferroviarios naciendo el Club Social y Deportivo Ferrocarril Patagónico.
Otra de las razones para entender la rápida decadencia del ferrocarril fue que la estructura que generaba el intenso trabajo entre el ferrocarril y el transporte marítimo se mantuvo funcionando hasta finales de la década del 50 y primeros años de 1960. En esa misma década se levantan las franquicias aduaneras, desaparecen las últimas empresas marítimas de cabotaje, al igual que la Compañía Mercantil de Chubut y finalmente cierra el Ferrocarril Patagónico.

### Pos clausura
Tras el cierre del ferrocarril años después la estación se convirtió en terminal de ómnibus, funcionando así hasta el año 2000 cuando se inauguró una nueva terminal ubicada cerca en viejos terrenos ferroviarios. Sin embargo, las instalaciones se mantuvieron en su lugar desocupadas, generando un vacío en el entorno urbanístico de Madryn. Además, gran parte del material ferroviario permaneció abandonado varios años como chatarra por lo menos hasta 1975.
Luego, el edificio fue reciclado íntegramente en 1994; manteniendo su antigua estructura. Originalmente, se había propuesto que en el edificio de la estación funcione el museo de la ciudad. En el año 2002 el edificio fue entregado en comodato al Centro de Estudios Históricos y Sociales de Puerto Madryn. Luego, el 29 de noviembre del 2013 se reinauguró el edificio como museo Juan Meisen Ebene.El museo posee un recorrido que inicia desde los pueblos originarios, la llegada de los galeses, el Ferrocarril Central del Chubut y continúa por las décadas posteriores que fueron dibujando el entramado social y económico de la ciudad. Asimismo, se pueden conocer los libros y postales que publicó el CEHyS. Por último, en la parte exterior del Museo el edificio posee en plataforma a la locomotora 2-6-0/6 número 3, retirada del servicio por el cambio de trocha en la década de 1920.
Por otro lado, la casa de la gerencia también sobrevive como monumento histórico. Tras el cierre del ramal funcionó como escuela especial. Luego fue entregada en comodato a particulares por algunos años. En 1998  fue declarada de Interés Patrimonial e Histórico mediante la Ordenanza N° 2822 del año 1998. Recién en 2009 la municipalidad pudo recuperar el bien histórico y abrir en ese lugar un centro cultural.Hoy posee sobre su jardín carrocerías de unos vagones cubiertos de trocha 75cm.
Por último, el municipio logró la cesión de todas las tierras del ferrocarril; lo que le permitió expandir la urbanización rápidamente a lo largo de la antigua traza ferroviaria hasta puntos lejanos como Km 11. Como consecuencia, la mayoría de los rastros ferroviarios que perduraban en el municipio fueron borrados por casas y gran cantidad de caminos urbanos. Hacia 2013 el municipio aun disponía de estas tierras y las utilizaba para canjearlas ante urbanizadoras en un esfuerzo por ordenar y unificar su extenso ejido.

## Funcionamiento
Un análisis de horarios mostró como Madryn era solo punta de rieles, pero no siempre  la cabecera del ferrocarril. Esto se explica en que el verdadero papel de derivador de las líneas y recorridos fue cedido a Trelew por ser clave en el ramal a Rawson, al tramo restante del valle del Chubut y a la otra punta de rieles de Las Plumas.
En  1915 un primer informe de horarios mostró la existencia de 3 tipos de líneas de Trelew a Madryn y de Trelew a Dolavon  y de Madryn a Dolavon. La primera  línea que abordaba el viaje de Madryn a Trelew corría martes y sábados desde las 7:00 horas con arribo a las 9:40 horas. Por otro lado, la segunda línea de Trelew a Dolavon funcionaba lunes, miércoles y viernes; partiendo a las 7:30 y con arribo a las 8:30. También, partía de tarde desde las 15:30 con llegada a Dolavon a las 17:00 horas. Por último, la línea de Madryn a Dolavon realizaba el viaje completo del ferrocarril los miércoles. Este viaje partía desde la estación matriz desde las 7:00 y arribaba a la punta de riel Dolavon a las 17:00 horas.
Un segundo informe del año 1928 mostró al ferrocarril que se dividió en dos líneas. Desde Madryn partía la línea «Central del Chubut» con destino a Dolavon, previo paso por las intermedias. El viaje partía de esta estación y arribaba a destino a las 12:05 con una gran mejora de tiempo. En tanto, el tren tardaba en unir Madryn con el apeadero Desvío km 35 1:25 minutos y con Trelew 2:30 con leve mejora. Este viaje contenía una sub línea a Gaiman que salía a las 7:30 y arribaba a destino a las 11:30. La segunda era llamada «A Colonia 16 de Octubre». Aunque el tren no arribaba a dicha colonia, lo hacía en combinación con buses. Esta línea arribaba a Alto de las Plumas y desde ahí recorría el resto del trayecto a Colonia 19 de Octubre. Como punto notorio, su salida era desde Rawson y no Madryn. El viaje iniciaba a las 9:25 y culminaba a las 18:57. 
Un tercer informe de 1930 expuso unificadas las dos líneas anteriores y puso a Madryn como cabecera. El viaje partía a las 7:30 y arribaba a Las Plumas a las 19:35. Se vio como Rawson perdió el protagonismo frente a Trelew, que se mostró eje de otras líneas. La primera de Trelew a Gaiman iniciaba a las 13 horas y llegaba a destino a las 13:35. En tanto, la línea de Trelew a Dolavon corría desde  las 18:55 con arribo a las 20:17. La que unía Trelew con Rawson se mantuvo sin modificación. Por último, Madryn continuó con el viaje a Gaiman sin alteraciones como en 1928 y sumó una línea a Dolavon que hacía el mismo viaje a Gaiman; pero con punta de riel en Dolavon y con culminación a las 12:05. 
El cuarto informe de 1934 mostró por primera vez la línea Madryn - Trelew; la misma partía desde las 8:30 todos los días, menos los miércoles y domingos en tren mixto con arribo a las 10:50. Los domingos se ejecutaba un servicio desde 20:00 con arribo a Trelew 22:20. Por otra parte, desde Puerto Madryn el viaje principal de la línea partía a las 8:30 los miércoles con arribo a Alto de las Plumas 20:15. Por otro lado, uno de los aspectos más destables de este itinerario es que mencionó por primera vez al desvío km 11 del cual estaba distanciado por 23 minutos.
El quinto informe de 1936 tuvo mejoría en los tiempos de viajes a vapor. El viaje a Las Plumas iniciaba a las 8:45 y culminaba 19:30. La línea a Dolavon mejoró su tiempo iniciando a las 8:45 y culminaba a las 12:50. Este informe informó que se suspendió la línea Madryn a Gaiman. Se sumó una línea de Madryn a Trelew con salida a las 8:45 y llegada a Trelew 11:05.
El sexto informe del 1 de abril de 1938 expuso leves variaciones. El viaje principal partía los miércoles desde Madryn a Las Plumas a las 8:00 horas para arribar a las 19:30 horas. Mientras que la línea Puerto Madryn-Dolavon se realizó solo los lunes desde las 8:00 con arribo a 12:50. Luego, se retornaba desde las 13:05 con llegada a Madryn a las 17:30 el mismo día. Por otra parte, la línea Madryn - Trelew volvió a presentarse. La misma partía desde las 8:00 jueves y sábado en tren mixto con arribo a las 10:50.
El itinerario de Ferrocarriles del Estado del 15 de diciembre de 1940. El ferrocarril mostró que Madryn era eje de tres líneas: en primer lugar el viaje principal partía los miércoles desde Madryn a Las Plumas a las 7:45 horas para arribar a las 19:30 horas; mientras que el regreso se emprendía desde Las Plumas los jueves las 7:00 con llegada a Madryn a las 17:30. Por otro lado, la línea Puerto Madryn-Dolavon se realizó los lunes y sábados desde las 7:45 con arribo a 12:40. En tanto, se retornaba desde Dolavon a las 13:00 con llegada a Madryn a las 17:30 el mismo día. La última línea de la vía principal descripta fue la que ejecutaba el tramo Madryn - Trelew, la misma partía los jueves desde las 7:45 y arribaba a Trelew a las 10:05. Además, se ofrecía un servicio los domingo desde las 19:00 con arribo a las 21:00.
El informe de 1942 no brindó grandes variaciones con el de 1936. De este modo, se mantuvo el viaje que partía desde Madryn a Las Plumas a las 8:00 horas para arribar a las 19:30 horas.
El itinerario de 1946 muestra a una estación Madryn de mucha relevancia y bien conectada. En este informe se comunicó la continuidad de existencia de la línea a Colonia 16 de octubre y la del Central del Chubut. El viaje partía siempre en trenes mixtos de cargas y pasajeros. El tren salía de Madryn a las 7:30, tras 25 minutos llegaba Kilómetro 11 para arribar a Altos de Las Plumas a las 19:30. El tiempo de 12 horas de viaje se debió a que el mismo se hacía a vapor. Este viaje solo se hacía los miércoles. En tanto, el servicio de Madryn al valle del Chubut partía 7:30 los días lunes y sábado. Además, la línea podía terminar optativamente en Dolavon a 11:40 o en Boca de Zanja a las 12:30. Por último, también se brindaba una línea de Madryn a Trelew jueves con salida a las 7:30 y llegada a las  9:45. Los domingo se partía a las 19:20 y arribaba a las 21:20.
El mismo itinerario con fecha el 15 de diciembre de 1946 fue presentado por otra editorial y en el se hizo mención menos detallada de los servicios de pasajeros de este ferrocarril. El itinerario difirió principalmente en lo relacionado con varios puntos como estaciones y apeaderos que fueron colocados con otros nombres. Sin embargo, la diferencia más notable fue la ausencia del cercano desvío vecino km 11. Además se omitieron otros desvíos que estaban en iguales condiciones: km 22, km 50, km 132 y km 141.Por último, desde este informe de horarios no se volvió a referir a Boca de la Zanja como terminal optativa de la línea Central del Chubut. De este modo, Dolavon terminó siendo la única terminal de la línea.
El 10 de diciembre de 1948 fue presentado otro itinerario. El mismo mantuvo condiciones similares que su antecesor. Sin embargo, trajo la novedad que se describió el viaje de cargas por primera vez. Sin embargo, trajo la particularidad que iniciaba en Trelew los martes desde las 9 en forma condicional para finalizar en Altos de Las Plumas a las 17:15. En cuanto al viaje completo, iniciaba en Madryn a los jueves desde las 7:40 y finalizaba en Altos de las Plumas a las 18:20. El regreso se producía los viernes desde las 9:20 con arribo a Madryn a las 19:20. La línea Madryn - Trelew se ejecutó con trenes mixtos los lunes y viernes de 7:40 a 10;00 y los domingos de 18:10 a 19:58. Por otra parte, la línea Madryn - Dolavon se llevó a cabo con trenes mixtos los miércoles y sábados de 7:40 a 12; mientras que el regreso se producía en los mismos días desde las 12:55 con arribo a Madryn a las 18:30.
Para el último informe de horarios de noviembre de 1955 se volvió a ver disociada a la estación Madryn del resto de la línea. De este modo, la estación Madryn y todos los apeaderos hasta Trelew quedaron sin informar servicios y horarios. Solo se comunicó que los servicios de pasajeros corrían desde las 10:30 de Trelew en trenes mixtos hacia Las Plumas con arribo a las 17:43.

## Infraestructura y características
Aquí se encontraba el kilómetro 0 de la vía férrea y se ubicaba aproximadamente a 7 metros sobre el nivel del mar. La estación contaba con la mayor infraestructura en toda la línea. Existen tres fuentes que proporcionaron cual era la infraestructura de la vía auxiliar de este desvío: 
La primera es el itinerario de 1934 que arrojó: 
- Muelle Luis Piedrabuena: poseía grúas, remolcadores y barcas.
- Apartadero de 450 m.
- Desvíos de 2670 m.
- Triángulo ferroviario.
- Puente giratorio de 11 m de diámetro.
- Galpón para cinco locomotoras:2 máquinas para maniobras, 2 máquinas en servicio y 1 vehículo para inspecciones/reservado.
- Toma de agua y estanque de 100 m³.
- Tanques petroleros de 3057 m3.
- Galpón para almacenaje 750 m².
- 1 rampa de costado.
- 1 rampa de punta.
- 1 corral.
- Almacenes.
- Grúa de capacidad 16 toneladas.
- Galpones de almacenaje, para frutas y particulares 2725 m2.
- Galpón de cereales 1250 m2.
- Báscula para 40 vagones.
- Talleres para máquinas, coches y vagones: Uno de los talleres era el de carpintería y se encargaba de la reparación de las locomotoras y de los vagones.[27]

En cambió, el itinerario de 1940 afirmó que la estación contaba con:
- Apartadero de 255 m.
- Desvíos de 3543 m.
- Triángulo ferroviario.
- Puente giratorio de 11 m de diámetro.
- Galpón para cinco locomotoras:5 máquinas (2 máquinas para maniobras, 2 máquinas en servicio y 1 vehículo para inspecciones/reservado).
- Toma de agua y estanque de 100 m³.
- Tanques petroleros de 3057 3.
- Galpón para almacenaje 750m².
- 1 rampa de costado.
- 1 rampa de punta.
- Báscula para 40 vagones.
- Grúa de capacidad 16 toneladas.
- Galpones de almacenaje, para frutas y particulares, de los cuales el mayor tenía 2840 m³ y otro de 1250 m³.
- Talleres .
- 1 corral.
- Agua a 8 metros de profundidad.

Por último, una recopilación de datos del itinerario de 1945 e informes de la época de clausura detalló que Puerto Madryn era una estación de 1ª categoría capaz de brindar todos los servicios del ferrocarril: pasajeros, encomiendas, cargas y hacienda (P. E. C. H). Además, se informó:
- Muelle Luis Piedrabuena: poseía grúas, remolcadores y barcas.
- Apartadero de 255 m.
- Desvíos de 3543 m.
- Triángulo ferroviario.
- Puente giratorio de 11 m de diámetro.
- Galpón para cinco locomotoras:2 máquinas para maniobras, 2 máquinas en servicio y 1 vehículo para inspecciones/reservado.
- Toma de agua y estanque de 100 m³.
- Tanques petroleros de 3000 m3.
- Galpón para almacenaje 750m².
- 1 rampa de costado.
- 1 rampa de punta.
- Almacenes.
- Báscula para vagones.
- Grúa de capacidad 16 toneladas.
- Galpones de almacenaje, para frutas y particulares, de los cuales el mayor tenía 2840 m³ y otros que llegaban a los 1000 m³.
- Barrio para empleados.
- Talleres para máquinas, coches y vagones: Uno de los talleres era el de carpintería y se encargaba de la reparación de las locomotoras y de los vagones.[29]
- Aquí también estuvo la jefatura y la gerencia del ferrocarril, que aún se encuentra en pie.[30]

En cuanto a los desvíos, varios de ellos eran para empresas como La Lanera San Blas, Manufactura Plástica Argentina Comercial y Industrial SRL, Lahusen y Cía., S. A. Importadora y Exportadora de la Patagonia y uno para la Dirección General de Aviación Naval de 4 kilómetros de longitud. La mayoría de los desvíos, las vías secundarias, el triángulo y el puente giratorio se ubicaban pasando la estación, en dirección al muelle. Posiblemente, la diferencia entre ambos documentos se deba a una mejor medición, ampliación o un error en la recopilación de datos.  
Por otro lado, este punto era de los más importante del ferrocarril; dado que el posteo telefónico que acompañaba a los rieles tenía aquí un conmutador que derivaba las comunicaciones hacia el resto de los puntos del ferrocarril. Por último, la jefatura del ferrocarril descansaba en Madryn y desde esta estacón se comendaba hasta Altos de Las Plumas. Sin embargo, se exceptuaba al ramal a Playa Unión que quedó bajo la órbita de Trelew.

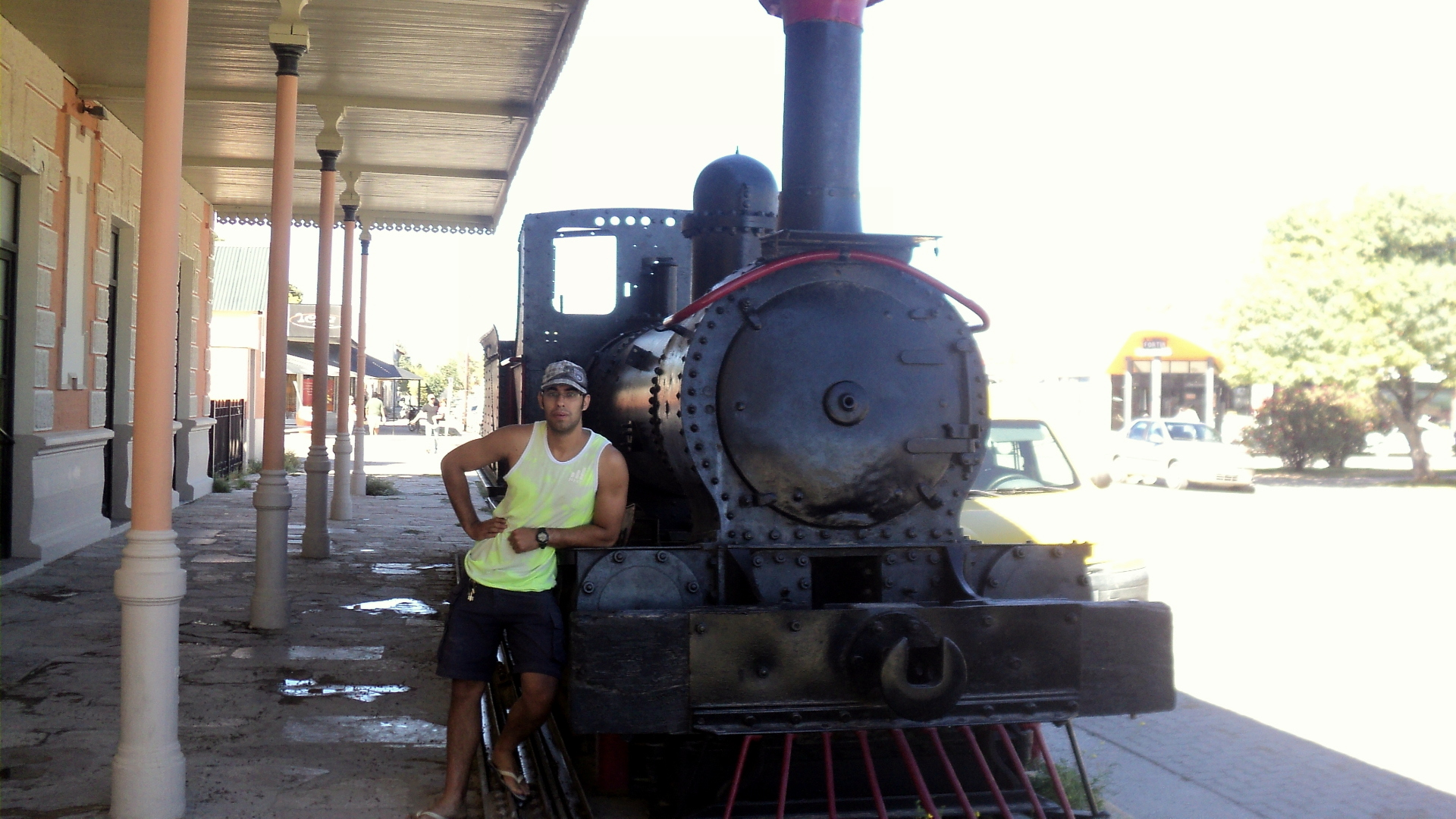
Turista posando junto último tren del ferrocarril del Chubut expuesto en la exestación.